# Liste der Monuments historiques in Pencran
Die Liste der Monuments historiques in Pencran führt die Monuments historiques in der französischen Gemeinde Pencran auf.

## Liste der Bauwerke
| Bezeichnung                                  | Beschreibung | Standort                 | Kennzeichnung | Schutzstatus | Datum | Bild           |
| -------------------------------------------- | ------------ | ------------------------ | ------------- | ------------ | ----- | -------------- |
| Château de Chef-du-Bois                      | Schloss      | (Lage)                   | PA00090491    | Inscrit      | 1992  | weitere Bilder |
| Kirche Notre-Dame mit Calvaires und Beinhaus |              | Place de l’Église (Lage) | PA00090147    | Classé       | 1990  | weitere Bilder |
| Manoir de Kermadec                           | Herrenhaus   | (Lage)                   | PA00090493    | Inscrit      | 1992  | weitere Bilder |